# Eucus
Eucus är en ö i Eritrea.   Den ligger i regionen Norra rödahavsregionen, i den nordöstra delen av landet, 120 km nordost om huvudstaden Asmara. Arean är 0,22 kvadratkilometer.
Terrängen på Eucus är mycket platt. Öns högsta punkt är 6 meter över havet. Den sträcker sig 0,6 kilometer i nord-sydlig riktning, och 0,4 kilometer i öst-västlig riktning.